# Wojciech Ziętarski
Wojciech Ziętarski (ur. 8 października 1937 w Siemianowicach Śląskich, zm. 14 października 1996 w Krakowie) – polski aktor teatralny i filmowy.

## Życiorys
W 1959 roku ukończył studia na Wydziale Aktorskim PWST w Krakowie. W 1978 ukończył studia na Wydziale Reżyserii Dramatu na tej samej uczelni, dyplom uzyskując jednak dopiero trzy lata później. Występował w następujących teatrach:
- Stary Teatr im. Heleny Modrzejewskiej w Krakowie
- Teatr im. Juliusza Słowackiego w Krakowie
- Teatr Śląski w Katowicach
- Teatr Ziemi Krakowskiej
- Teatr Lalki, Maski i Aktora Groteska w Krakowie
- Krakowski Teatr Muzyczny
- Opera i Operetka Kraków
- Teatr Satyry Maszkaron w Krakowie
- Teatr Bagatela w Krakowie
- Teatr im. Ludwika Solskiego w Tarnowie
- Teatr im. Wilama Horzycy w Toruniu

Pochowany na cmentarzu miejskim w Katowicach.

## Filmografia
- 1971: Podróż za jeden uśmiech – mężczyzna w kolejce do kasy na krakowskim dworcu (odc. 1)
- 1972: Podróż za jeden uśmiech – mężczyzna w kolejce do kasy na krakowskim dworcu
- 1974: Najważniejszy dzień życia – nauczyciel Janik „Tyka” (odc. 6)
- 1975: Trzecia granica – gestapowiec (odc. 4)
- 1976: Ocalić miasto – Łysy, major AK
- 1977: Pasja
- 1979: Do krwi ostatniej – komunista
- 1982: Coś się kończy – inspektor oświaty
- 1985: Zaproszenie
- 1985: Tate – Rokita, urzędnik pocztowy
- 1985: Diabeł – felczer
- 1986: Blisko, coraz bliżej – NSDAP-owiec (odc. 13 i 14)
- 1987: Ucieczka z miejsc ukochanych – redaktor Korzec (odc. 4, 5 i 8)
- 1988: Kolory kochania – Gniecki
- 1989: Kanclerz – mnich rozmawiający z Zamoyskim (odc. 3)
- 1993: Trzy dni aby wygrać – drukarz, członek Zakonu 7-ej Klątwy (odc. 5)
- 1996: Gry uliczne

## Teatr Telewizji
Wystąpił w kilkudziesięciu spektaklach Teatru Telewizji. Zagrał m.in. rolę Pana Młodego w „Weselu” (1972r.), a także rolę Marlowa w spektaklu „Lord Jim” (1972r.)